# جان هنری پپر
جان هنری پپر (انگلیسی: John Henry Pepper) یک شیمیدان اهل بریتانیا بود.